# Сімона Брамбілла
Сімона Брамбілла (італ. Simona Brambilla; нар. 27 березня 1965, Монца) — італійська католицька черниця, належить до Інституту Сестер Місіонерок Матері Божої Утішительки, з 6 січня 2025 року префект Дикастерії у справах інститутів богопосвяченого життя та товариств апостольського життя.

## Життєпис
Народилася 27 березня 1965 року в Монці, Ломбардія. У 1986 році отримала диплом медсестри і працювала в лікарні ім. Леопольда Мандича в Мерате (провінція Лекко). У 1988 році вступила до Інституту Сестер Місіонерок Згромадження Місіонерок Матері Божої Утішительки, а в 1991 році склала перші чернечі обіти. У 1998 році отримала ліценціят з психології в Інституті психології Папського Григоріанського університету.
З 1999 року, після складення довічної професії, відповідала за душпастирство молоді в навчальному центрі Макуа Ксіріма в Мауа, Мозамбік.
З 2002 по 2006 рік викладала в Григоріанському інституті психології, а в 2008 році здобула ступінь доктора психології, захистивши дисертацію про євангелізацію та інкультурацію в Мозамбіку.
Була генеральною радницею свого згромадження з 2005 по 2011 рік.
7 червня 2011 року сестру Сімону обрали на шестирічний термін Генеральною настоятелькою Місіонерок Матері Божої Утішительки, а в 2017 році була обрана на другий термін, який закінчився в травні 2023 року.
8 липня 2019 року Папа Франциск призначив її та ще шістьох жінок першими жінками членами Дикастерії у справах інститутів богопосвяченого життя та товариств апостольського життя.
Брала участь у Синоді єпископів 2023 року на тему синодальності.
7 жовтня 2023 року Папа Франциск призначив її секретарем Дикастерії у справах інститутів богопосвяченого життя та товариств апостольського життя. Вона є другою жінкою на цій посаді в дикастерії Римської курії після Алессандри Смеріллі в Дикастерії служіння цілісному людському розвитку.
6 січня 2025 року призначена префектом цієї ж дикастерії. Сестра Сімона Брамбілла — перша жінка, яка обійняла посаду префекта в дикастерії Римської курії.